# Enolasi 2
La Gamma-enolasi, nota anche con le diciture enolasi 2 (ENO2) o enolasi neurone specifica (NSE), è un enzima che nell'uomo viene codificato dal gene ENO2 . La Gamma-enolasi fa parte delle Fosfopiruvato idratasi.

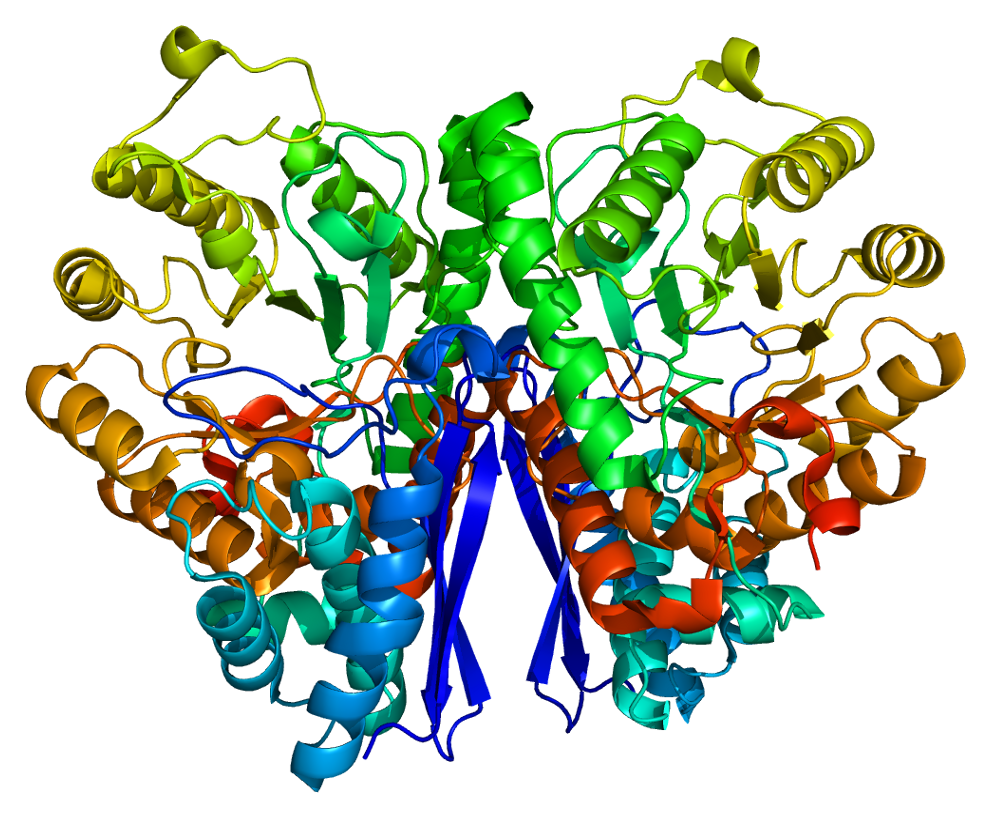
Struttura proteica dell'enolasi 2

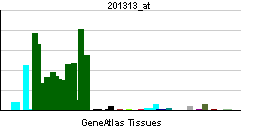
Pattern di espressione ad RNA del gene ENO2

## Descrizione
La Gamma-enolasi è uno dei tre isoenzimi enolasi scoperti nei mammiferi. Questo isoenzima, costituito da un omodimero, è stato individuato in neuroni maturi e nelle cellule di origine neuronale. Un passaggio di trasformazione dalla alfa-enolasi a gamma si verifica nel tessuto neurale durante lo sviluppo in ratti e primati  .
A livello clinico è possibile l'individuazione di NSE mediante il dosaggio di anticorpi specifici, i quali possono essere utilizzati per identificare le cellule neuronali e le cellule derivanti da differenziazione neuroendocrina. La NSE infatti viene prodotta nel carcinoma derivante da cellule di origine neuroendocrina. NSE risulta quindi un importante marcatore tumorale aspecifico, si riscontrano livelli elevati di tale marcatore in caso di neuroblastoma, nel tumore di Wilms, nel melanoma, nei tumori della tiroide, renali, pancreatici, testicolari e polmonari a piccole cellule, tuttavia a seguito dell'aspecificità elevati valori si possono riscontrare in condizioni non correlate a neoplasie, come l'emolisi o come artefatti di laboratorio in caso di siero emolizzato . Valori crescenti di NSE nel sangue dopo ROSC (ripresa della circolazione spontanea dopo arresto cardio-circolatorio) sembrano essere associati a una prognosi sfavorevole.